# گربه‌ماهی سرپخ
گربه‌ماهی سرپخ (نام علمی: Pylodictis olivaris) نام یک گونه از تیره پیشی‌ماهیان است.